# Cool Girl (canción)
«Cool Girl» es una canción de la cantautora sueca Tove Lo. Fue escrita por la cantante y producida por The Struts, y ella misma. La canción fue lanzada como sencillo por Island Records el 4 de agosto de 2016, y nombrado sencillo líder de su álbum Lady Wood.

## Composición y lanzamiento
«Cool Girl» es una canción electropop escrita por Tove Lo, Ludvig Söderberg, y Jakob Jerlström, con la producción manejada por estos dos últimos (The Struts). Líricamente, la canción es sobre una invitación para formar un romance no tradicional y no monógamo, la cual la cantante se describe como "la chica fresca" interesada en una relación abierta. Según Tove, el principal tema de la pista fue inspirado en una escena y monólogo del largometraje Gone Girl (2014), donde el personaje de Amy Elliott-Dunne (caracterizado por Rosamund Pica) "va de ser una víctima a una psicópata"
«Cool Girl» fue emitida el 4 de agosto de 2016 por Island Records como sencillo líder de su segundo álbum de estudio, Lady Wood.

## Lista de canciones
Descarga digital
| N.º | Título                           | Duración |  |
| 1.  | «Cool Girl» (Explicit)           | 3:19     |  |
| 2.  | «Cool Girl» (Radio edit version) | 3:19     |  |

## Posicionamiento
| Listas (2016)                               | Posición más alta |
| ------------------------------------------- | ----------------- |
| Australia (ARIA)                            | 32                |
| Bélgica (Flandes) (Ultratip Bubbling Under) | 42                |
| Bélgica (Valonia) (Ultratip Bubbling Under) | 38                |
| Canadá (Canadian Hot 100)                   | 59                |
| Finlandia (OFC)                             | 42                |
| Francia (SNEP)                              | 145               |
| Alemania (Media Control AG)                 | 98                |
| Irlanda (IRMA)                              | 50                |
| Italia (FIMI)                               | 78                |
| Países Bajos (Mega Single Top 100)          | 73                |
| Nueva Zelanda (Recorded Music NZ)           | 28                |
| Noruega (VG-lista)                          | 33                |
| Escocia (Scottish Singles Sales Chart)      | 45                |
| Suecia (Sverigetopplistan)                  | 15                |
| Suiza (Schweizer Hitparade)                 | 65                |
| Reino Unido (UK Singles Chart)              | 55                |
| Estados Unidos (Billboard Hot 100)          | 84                |

## Historia de lanzamiento
| Región         | Fecha                | Formato(s)       | Sello    | N. de catálogo | Ref |
| -------------- | -------------------- | ---------------- | -------- | -------------- | --- |
| Mundo          | 4 de agosto de 2016} | Descarga digital | Island   | SEUM71601198   | -   |
| Estados Unidos | 23 de agosto de 2016 | Radialmente      | Republic | -              | -   |